# تميم محمد
محمد تميم (بالإنجليزية: Mohammed Tamim)‏ (و. 1958 – م) هو كاتب، وعالم اقتصاد، ومهندس معماري من المغرب. ولد في الدار البيضاء. 

## السيرة الذاتية
ينحدر محمد تميم من عائلة ذات أصول موريتانية شنقيطية. بعد التعليم الابتدائي في المدرسة الابتدائية الكاتوليكية شارل دو فوكولد ومن بعدها تعليمه الثانوي بثانوية اليوطي بالدار البيضاء قام محمد تميم بالالتحاق بجامعة Kassel Gesamthochschule بمدينة كاسل الألمانية التي تخرج منها مهندسا معماريا وبعد بضعة أشهر في إطار الخدمة المدنية بمدينة الحسيمة شمال المغرب، تم توظيفه كمهندس معماري ببلدية العيون وخلال مشروع دراسة حول دور الصفيح أنجز بجامعة ابن مسيك بمدينة الدار البيضاء، إكتشف محمد تميم بأن مصطلح دور الصفيح ليس محليا ولكنه أستعمل لأول مرة في تاريخ المغرب وأكتشف بأن أصل هذا المصطلح والظاهرة بصفة عامة (ظاهرة مدن الصفيح) يدخل ضمن الخصائص المميزة لدول العالم الثالث. 

## أعمال في العمارة
عمل محمد تميم كمهندس معماري لإعادة هيكلة الأحياء القديمة من الحقبة الاستعمارية الإسبانية بمدينة العيون والمسامات ب الكولومينا، والحفاظ على التراث التاريخي المميز لتلك الفترة والمتمثل أساسا في كنيستي العيون والداخلة وأيضا زاوية الشيخ ماء العينين وقد قام أيضا بتصميم عدة مدارس عمومية وخاصة وقد تجند محمد تميم من خلال جمعيته الصحراء الخضراء من أجل تنمية الطاقات المتجددة في الأقاليم الصحراوية وقد أتمرت جهوده مؤخرا وذلك بإنشاء الدولة المغربية لمركزين لطاقة الريحية بجماعة فم الواد القروية وجماعة طرفاية الحضرية. 

## أطروحات محمد تميم في مجال اقتصاد التنمية
الأصل في تعريف البلدان النامية: كما والت ويتمان روستو يعتقد محمد تميم أن البلدان النامية هي البلدان التي تمر بمرحلة انتقالية أنماط الحياة التقليدية المتعددة إلى أنماط الحياة الحديثة انطلاقا من الثورة الصناعية في انكلترا في القرن الثامن عشر والقرن التاسع عشر. - مؤشر التنمية: تطور بلد معين يقاس بمستوى التعليم الحديث بهذا الأخير، ونسبة التمدرس تتناسب مع نسبة التنمية الاقتصادية وتتناسب عكسيا مع معدل النمو الديمغرافي، كما أنه يتم قياس التنمية الاقتصادية من خلال نسبة من قوة الساكنة النشيطة في القطاعات الحديثة ومتوسط العمر المتوقع عند الولادة. -النمو الديموغرافي: ترتفع نسبة النمو الديموغرافي بسبب حملات التلقيح التي تحد من نسبة الوفايات، ويعد في البلدان النامية عقبة كبيرة لانتشار التعليم، وبالتالي التنمية. - بصيرة القادة: الإمبراطور ميجي هو أول وأكبر خبير تنمية في التاريخ، بصيرة القادة هي التي تؤثر في نجاح سياسات التنمية، كمثال على ذلك الحبيب بورقيبة في تونس، دنغ شياو بينغ في الصين، الخ - إستراتيجية التنمية الشاملة: تعميم التمدرس، وتحديد النسل. -إصلاح الأمم المتحدة: لا يمكن تحقيق هذه الاستراتيجية إلا من خلال التضامن العالمي، وإصلاح الأمم المتحدة. 

## موضوعات أدبية
في أعماله الأدبية، يوظف محمد تميم بطريقة غير مباشرة موضوعات بحوثه في اقتصاديات التنمية كمثال على ذلك: - الاكتظاظ في الأحياء الفقيرة يجسده لنا محمد تميم في روايته المسرحية (القصة الغريبة لمريا د) هذا العمل الأدبي يروي معانات امرأة شابة تعيش في أحد الأحياء الفقيرة وهي حامل بطفلها السابع. - الهجرة والعنصرية تطرق لها محمد تميم في مؤلفاته: (أولريش)، (قصة العربي النازي الجديد)، (قصة العربية الشقراء الفاتنة) - سياسات التنمية في تطرق لها محمد تميم في مؤلفه (الجنرال كانم برنو – أفريقيا مقسمة بدقة) وهي قصة خيالية لجنرال إفريقي قام بنهج سياسة إنمائية فعالة حول من خلالها أراضي دولته إلى منطقة عالية من التطور، وذلك رغم الخلاف مع رئيس البلاد، وهو شخص فاسد ومختل عقليا. - الفساد وسوء الإدارة تم التطرق لهما محمد تميم في مؤلفه (شاطئ العيون) - دراسة الحركات الإسلامية تطرق لها م.ت في مؤلفه (شبح الإسلاميين) - صعوبة تقبل التقدم في السن بالنسبة للإنسان وفقدان الشباب والجمال في كتابه (ألينالشذوذ الجنسي في عالم ديني تطرق له محمد تميم في كتابه (نبيل حداد) ليدون) الفصول الأولى من جميع أعماله هي للقراءة الحرة على موقعه على الإنترنت. 

## الصور

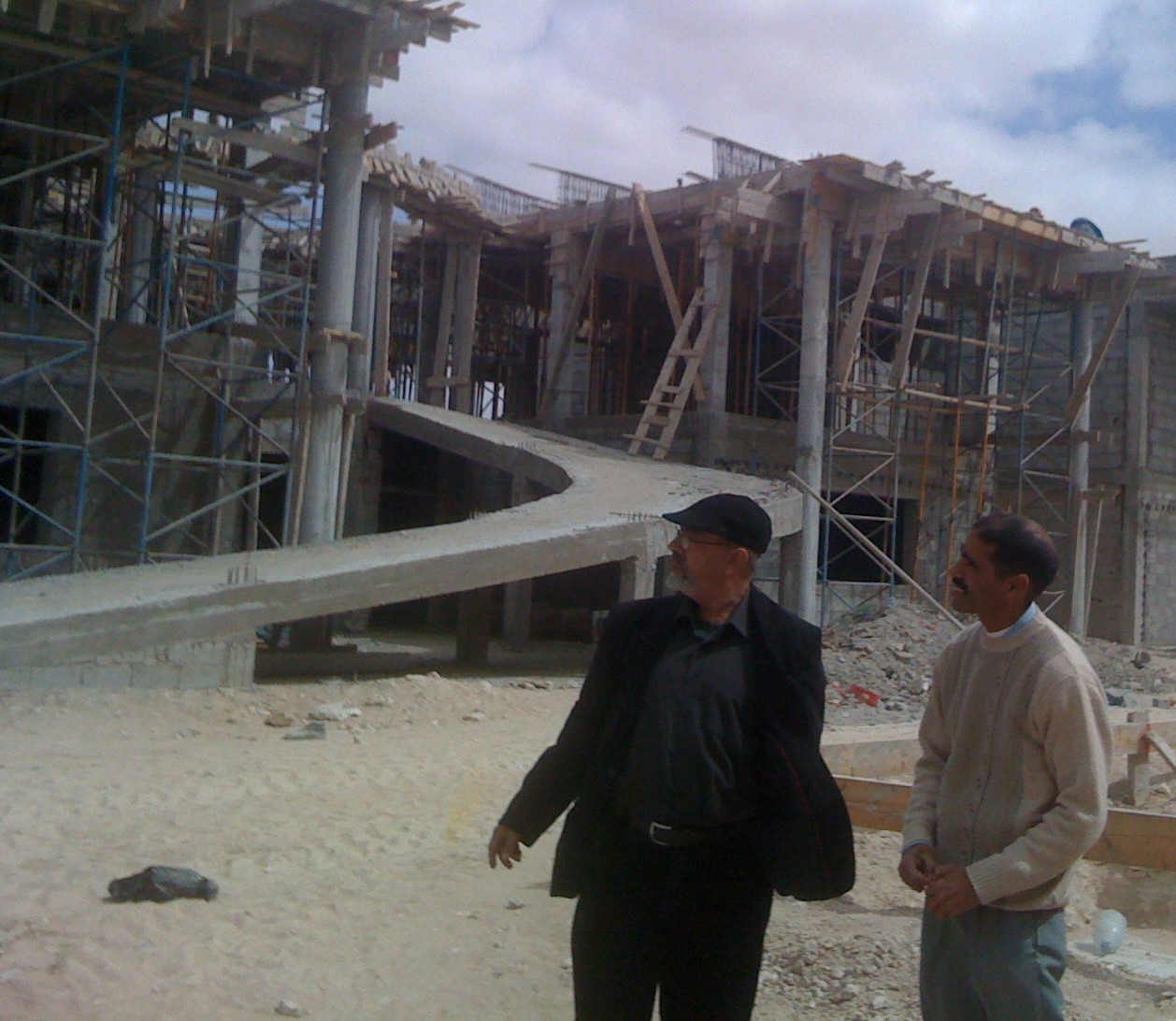
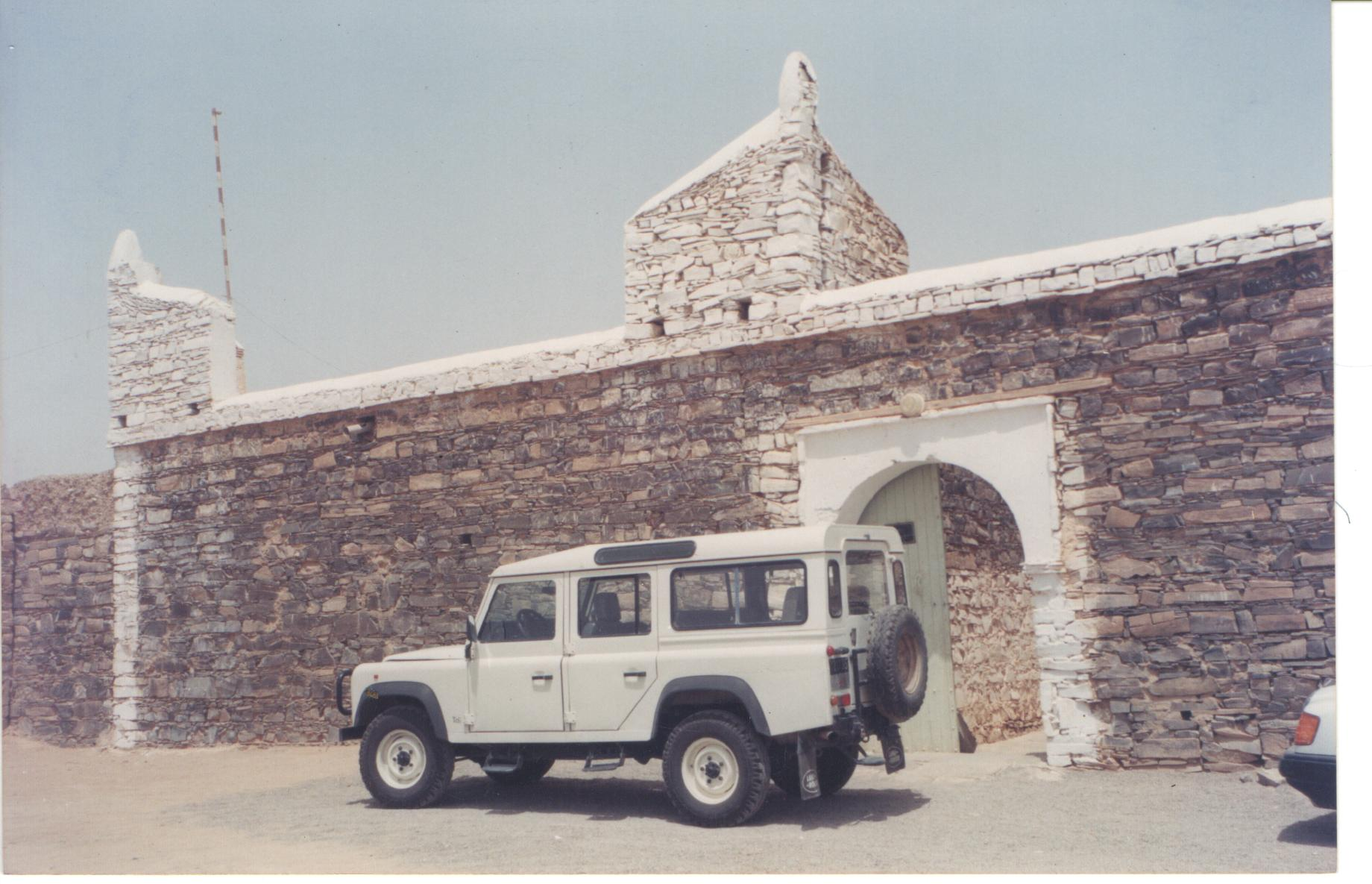
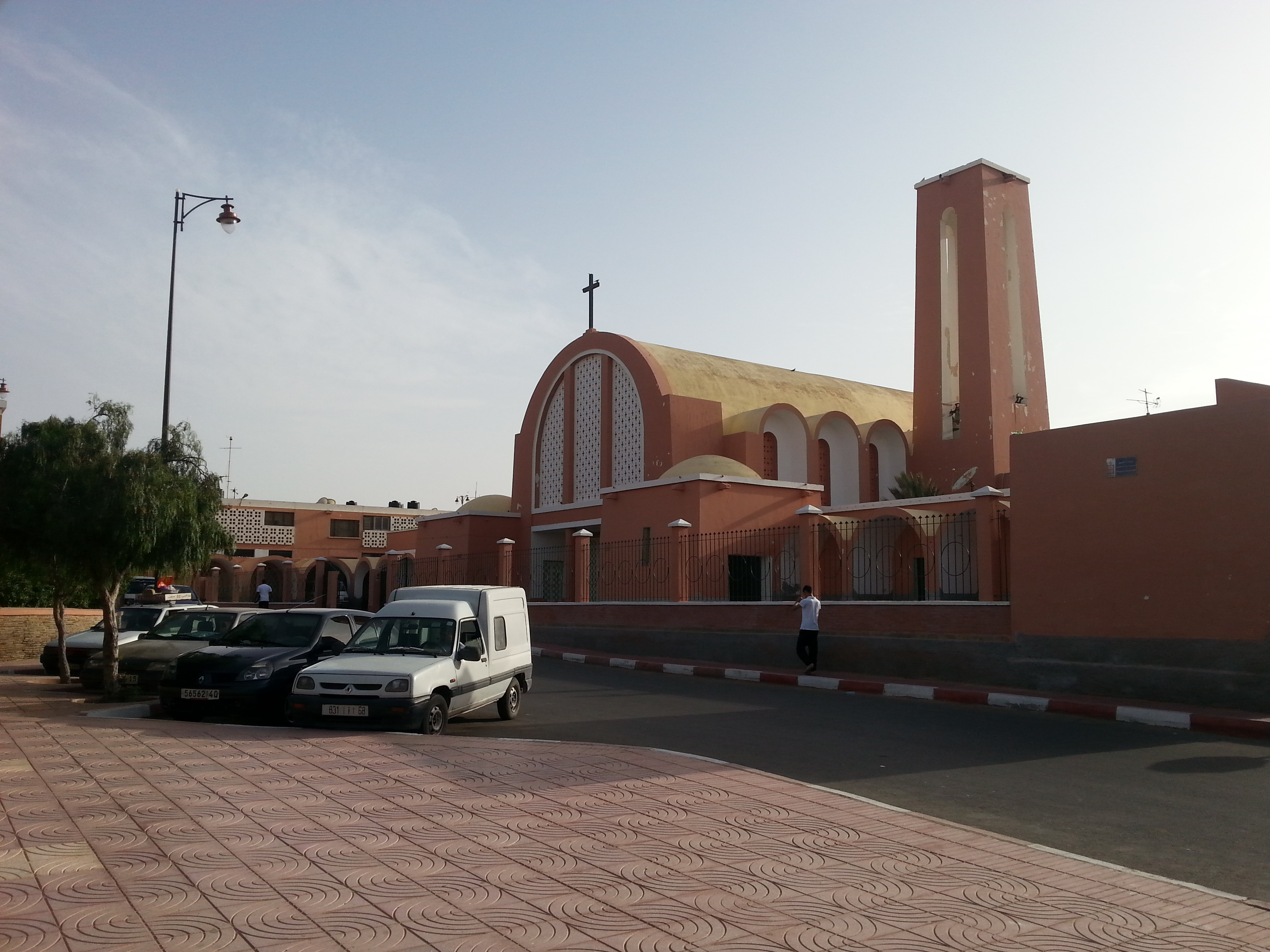
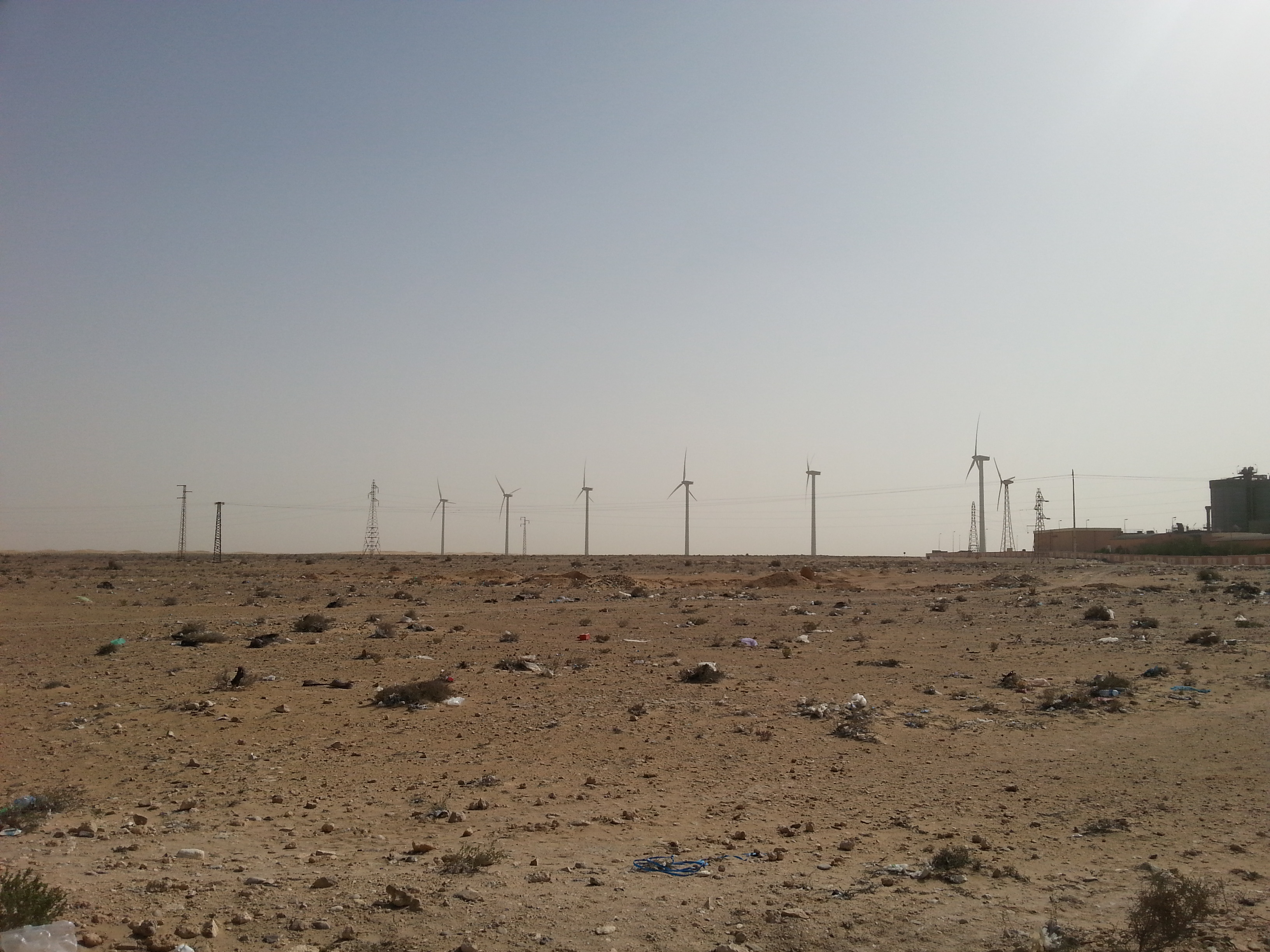